# ERR
Эстонское национальное телерадиовещание (эст. Eesti Rahvusringhääling) — национальная телерадиовещательная компания Эстонии, член Европейского вещательного союза (ЕВС).

## История
Образована 1 июня 2007 года путём объединения Эстонского радио и Эстонского телевидения в соответствии с Законом об общественно-правовом телерадиовещании, принятым Парламентом Эстонии 18 января того же года. 
По состоянию на 2019 год в ERR насчитывалось 633 рабочих места с полной нормой занятости. Финансовая поддержка компании со стороны государства в том же году составила 35 919 349 евро.
Общая численность персонала компании по состоянию на 31 декабря 2024 года составляла 1181 человека.

## Структура корпорации
В корпорацию входят 5 каналов Эстонского радио, 3 канала Эстонского телевидения и новостные интернет-порталы на трёх языках — эстонском, русском и английском.

### Телеканалы, входящие в корпорацию
- ETV — первый канал Эстонского телевидения
- ETV2 — второй канал Эстонского телевидения, транслирующий передачи на эстонском языке, детские передачи, а также осуществляющий прямые трансляции спортивных событий
- ETV+ — третий канал Эстонского телевидения, преимущественно на русском языке

### Радиоканалы, входящие в корпорацию
- Vikerraadio — один из наиболее популярных радиоканалов в Эстонии, вещающий новостные, актуальные и музыкальные программы
- Raadio 2 — транслирует новостные, актуальные и музыкальные программы
- Радио 4 (также Raadio 4) — радиоканал, вещающий на русском языке
- Klassikaraadio — радиоканал классической музыки
- Raadio Tallinn — музыка и новости

### Новостные интернет-порталы
- rus.err.ee — портал новостей на русском языке
- ERR News — портал новостей по-английски
- ERR Uudised — портал новостей на эстонском языке
- ERR Sport — портал спортивных новостей на эстонском языке